# I. Konrád bajor herceg
I. (Zütpheni) Konrád (németül: 'Konrad von Zütphen'), (?, 1020 – Magyarország, 1055. december 5.) bajor herceg 1049-től 1053-ig.
Ludolf lotaiai palotagróf és Zütpheni Matild leányának fia. 1049-ben III. Henrik német-római császártól a bajor hercegséget kapta hűbérül, a német délkeleti határvidéket védte a magyarok támadásai ellen. Rövidesen azonban részesévé vált az egyház és császár közt kitört viszálynak, aminek eredményeként 1053-ban elvesztette a bajor hercegséget. Konrád ekkor a magyarokhoz menekült, akiknek segítségével a következő évek folyamán többször átlépte a német birodalom határait.